# リビングストン郡 (イリノイ州)
リビングストン郡（英: Livingston County）は、アメリカ合衆国イリノイ州の中央部北に位置する郡である。2010年国勢調査での人口は38,950人であり、2000年の39,678人から1.8%減少した。郡庁所在地はポンティアック市（人口11,931人）であり、同郡で人口最大の都市でもある。
リビングストン郡はその全体でポンティアック小都市圏を構成している。

## 歴史
リビングストン郡は1837年2月27日にマクリーン郡、ラサール郡、イロコイ郡の一部を合わせて設立された。郡名はニューヨーク市長、ニューヨーク州選出のアメリカ合衆国下院議員、ルイジアナ州選出のアメリカ合衆国上下両院議員を務めたエドワード・リヴィングストンに因んで名付けられた。後にはアンドリュー・ジャクソン大統領の政権でアメリカ合衆国国務長官、駐フランス大使を務めた。リヴィングストンはイリノイ州と直接関係無いが、州議会がその功績を認めて郡名に採用した。

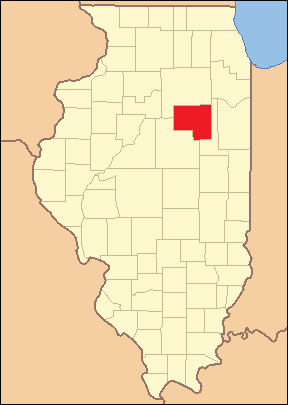
1837創設時の郡領域、現在まで変わっていない

## 地理
アメリカ合衆国国勢調査局に拠れば、郡域全面積は 1,045.93平方マイル (2,708.9 km2)であり、このうち陸地1,044.28平方マイル (2,704.7 km2)、水域は1.64平方マイル (4.2 km2)で水域率は0.16%である。

### 主要高規格道路
- 州間高速道路55号線
- アメリカ国道24号線
- イリノイ州道17号線
- イリノイ州道23号線
- イリノイ州道47号線
- イリノイ州道116号線

### 隣接する郡
- グランディ郡 - 北
- カンカキー郡 - 北東
- フォード郡 - 南東
- マクリーン郡 - 南西
- ウッドフォード郡 - 西
- ラサール郡 - 北西

## 気候と気象
近年、郡庁所在地であるポンティアック市の平均気温は1月の14°F (-10 ℃) から7月の85°F (29 ℃) まで変化している。過去最低気温は1927年1月に記録された-24°F (-31 ℃) であり、過去最高気温は1936年7月に記録された108°F (42 ℃) である。月間降水量は2月の1.44インチ (37 mm) から6月の4.11インチ (104 mm) まで変化している。

## 人口動態

2000人口ピラミッド

以下は2000年国勢調査による人口統計データである。
| 基礎データ - 人口: 39,678人 - 世帯数: 14,374 世帯 - 家族数: 9,946 家族 - 人口密度: 15人/km2（38人/mi2） - 住居数: 15,297軒 - 住居密度: 6軒/km2（15軒/mi2） 人種別人口構成 - 白人: 92.32% - アフリカン・アメリカン: 5.17% - ネイティブ・アメリカン: 0.17% - アジア人: 0.31% - 太平洋諸島系: 0.01% - その他の人種: 1.22% - 混血: 0.80% - ヒスパニック・ラテン系: 2.66% 先祖による構成 - ドイツ系：35.6% - イギリス系：22.9% - アイルランド系：12.4% 言語による構成 - 英語：96.8% - スペイン語：2.4% | 年齢別人口構成 - 18歳未満: 25.0% - 18-24歳: 8.2% - 25-44歳: 29.6% - 45-64歳: 21.9% - 65歳以上: 15.3% - 年齢の中央値: 37歳 - 性比（女性100人あたり男性の人口） - 総人口: 97.6 - 18歳以上: 95.5 世帯と家族（対世帯数） - 18歳未満の子供がいる: 32.9% - 結婚・同居している夫婦: 56.8% - 未婚・離婚・死別女性が世帯主: 8.8% - 非家族世帯: 30.8% - 単身世帯: 26.8% - 65歳以上の老人1人暮らし: 12.5% - 平均構成人数 - 世帯: 2.51人 - 家族: 3.04人 収入と家計 - 収入の中央値 - 世帯: 41,342米ドル - 家族: 47,958米ドル - 性別 - 男性: 36,4141米ドル - 女性: 23,479米ドル - 人口1人あたり収入: 18,347米ドル - 貧困線以下 - 対人口: 8.8% - 対家族数: 5.8% - 18歳未満: 9.9% - 65歳以上: 8.5% |

## 州政府の機関
イリノイ州矯正省がポンティアック市にあるポンティアック矯正センターとネバダ郡区の未編入領域にあるドワイト矯正センターを運営している。それぞれ男性、および女性の死刑囚を収容している。

## 郡区
リビングストン郡は下記30の郡区に分割されている。
| - アミティ - アボカ - ベルプレーリー - ブロートン - シャーロット - チャッツワース - ドワイト - エッパーズポイント - エスメン - ファイエット | - フォレスト - ジャーマンビル - インディアングローブ - ロングポイント - ネブラスカ - ネバダ - ニュートン - オーデル - オーウェゴ - パイク | - プレザントリッジ - ポンティアック - レディング - ロークスクリーク - ラウンドグローブ - ソーヌミン - サリバン - サンベリー - ユニオン - ウォルド |

## 都市と町
| - キャンパス - チャッツワース - コーネル - キュロム - ドワイト - エミントン - フェアベリー | - フラナガン - フォレスト - ロングポイント - オーデル - ポンティアック - 郡庁所在地 - ソーヌミン - ストローン |